# Помігаче
Помігаче (пол. Pomigacze) — село в Польщі, у гміні Туроснь-Косьцельна Білостоцького повіту Підляського воєводства.
Населення — 273 особи (2011).
У 1975-1998 роках село належало до Білостоцького воєводства.

## Демографія
Демографічна структура станом на 31 березня 2011 року:
|          | Загалом | Допрацездатний вік | Працездатний вік | Постпрацездатний вік |
| -------- | ------- | ------------------ | ---------------- | -------------------- |
| Чоловіки | 135     | 27                 | 96               | 12                   |
| Жінки    | 138     | 21                 | 81               | 36                   |
| Разом    | 273     | 48                 | 177              | 48                   |